# Józef Jucha
Józef Jucha (ur. 5 stycznia 1897 w Odrzykoniu, zm. 30 września 1977 w Jaśle) – polski profesor gimnazjalny, regionalista i działacz niepodległościowy, autor opracowań historycznych.

## Dzieciństwo i młodość
Urodził się w rodzinie Wojciecha Juchy (1855-1914) i Tekli z domu Zajdel (1860-1944). Naukę przyszły historyk rozpoczął w szkole podstawowej w Odrzykoniu, do której uczęszczał w latach 1904-1910. Po uzyskaniu wyróżniających się wyników w nauce został rekomendowany do 6-letniej szkoły gimnazjalnej w Sanoku. Kształcił się w sanockim C. K. Gimnazjum, gdzie w 1914 ukończył V klasę. 
Po wybuchu I wojny światowej przerwał edukację, jednak w 1916 roku wznowił naukę w VI klasie tej samej szkoły jako prywatysta wojskowy. W tym samym roku został wcielony do Armii Austro-Węgierskiej. Po krótkim przeszkoleniu wojskowym został skierowany na front I wojny światowej. W marcu 1917 roku jako uczestnik walk w stopniu tytularnego starszego szeregowego (Tit. Gefreiter) 18 Pułku Piechoty Obrony Krajowej został ranny, a następnie dostał się do niewoli rosyjskiej. Tam jako jeniec przyjął obowiązki administratora kilku majątków, m.in. koło Dżulinki (obwód winnicki) i Hajworona (obwód kirowohradzki), następnie przebywał na Podolu.

## Działalność niepodległościowa
Po powrocie z wojny jesienią 1918 roku uczestniczył w pracach Polskiego Towarzystwa Gimnastycznego „Sokół” oraz Polskiej Organizacji Wojskowej. W tym okresie był jednym z organizatorów ochotniczych oddziałów polskich w Krośnie, idących na odsiecz Lwowa, pod dowództwem porucznika Stanisława Maczka (tzw. kompania krośnieńska). W oddziałach liczących początkowo około 600 żołnierzy-ochotników, a w końcu około 5000 uczestników, wziął udział w odsieczy. Trasa kampanii wiodła przez Sanok, Ustrzyki Dolne (Bezmiechowa) i Chyrów, do okolic Lwowa. Po chwilowym ustabilizowaniu się linii frontu w wojnie polsko-ukraińskiej, Józef Jucha zdał egzamin maturalny w przerwie podczas walk prowadzonych na wschód od Brodów, w okopach nad rzeką Stochód na Wołyniu (1919). 
W 1920 roku uczestniczył w wojnie polsko–bolszewickiej. Po zdobyciu Kijowa przez białą armię Antona Denikina a następnie armię bolszewicką wziął udział w walkach o niepodległą Ukrainę. W czasie wyprawy kijowskiej przekroczył linię Dniepru i dotarł wraz z Wojskiem Polskim do Boryspola. W okolicach Berdyczowa po starciu z 1 Armią Konną Siemiona Budionnego, oddział do którego należał dostał się do niewoli. Jako jeniec musiał wówczas przebiec rozebrany 200 metrów między szeregami sołdatów. Uderzony kolbą w głowę stracił przytomność i na pewien czas ogłuchł. Wyczerpany i obdarty powoli wracał do zdrowia. Znając dobrze stosunki na Ukrainie, przy najbliższej okazji zbiegł z niewoli, dzięki czemu uniknął śmierci lub zsyłki. Wędrując po bezdrożach Ukrainy, wielokrotnie spotykał się z pomocą Polaków i Ukraińców, aby wreszcie u kresu swych sił dotrzeć do stron rodzinnych. Uzgodnienia polsko-bolszewickiego traktatu ryskiego z 1921 roku zastały go wśród krewnych oraz byłych członków Polskiej Organizacji Wojskowej i kolegów z Wojska Polskiego. 

## Działalność wII RP
W 1922 roku został skierowany na studia wyższe na Uniwersytet Jagielloński przez polskie organizacje niepodległościowe. W latach 1922–1925 studiował historię na Uniwersytecie Jagiellońskim w Krakowie, otrzymując tytuł magistra na podstawie pracy: „Hetman Mikołaj Kamieniecki”. Następnie pracował jako nauczyciel na Górnym Śląsku, gdzie został skierowany również przez polskie organizacje niepodległościowe. Uczył między innymi w niemieckim Gimnazjum w Chorzowie. Tam poświęcił się nauczaniu języka polskiego oraz pracy dydaktycznej z zakresu historii, wykładanej po niemiecku oraz nauczaniu języka polskiego. Był również nauczycielem w polskim Komunalnym Gimnazjum Koedukacyjnym im. Władysława Reymonta w Nowym Bytomiu; jego podpis widnieje, wśród innych bardzo licznych, pod Polską Deklaracją o Podziwie i Przyjaźni dla Stanów Zjednoczonych (uczczenie 150. rocznicy Deklaracji Niepodległości USA) z 1926 roku. W 1928 roku podjął nauczanie w Gimnazjum w Nowym Tomyślu koło Poznania. Następnie w gimnazjach: w Lublińcu koło Częstochowy i od 1936 roku aż do wybuchu wojny, w Pszczynie. Podsumowaniem tego okresu było nadanie mu w latach trzydziestych przez Prezydenta Ignacego Mościckiego, Honorowego Dyplomu Profesora Gimnazjalnego. Tytuł ten w II Rzeczypospolitej był nadawany szczególnie zasłużonym pedagogom. 
Zarządzeniem prezydenta RP Ignacego Mościckiego z 25 lipca 1933 został odznaczony Krzyżem Niepodległości za pracę w dziele odzyskania niepodległości.

## II wojna światowa i działalność powojenna
Po wybuchu II wojny światowej, Józef Jucha został przez okupacyjne władze niemieckie wraz z rodziną wysiedlony ze Śląska do rodzinnego Odrzykonia, gdzie w latach 1940-1944 prowadził tajne nauczanie w zakresie szkoły powszechnej z historii, języka polskiego, języka niemieckiego oraz łaciny. Uznawany był za jednego z kilkudziesięciu najaktywniejszych nauczycieli tajnej oświaty w Krośnieńskiem. Od 1944 do 1946 roku był nauczycielem w Gimnazjum im. Mikołaja Kopernika w Krośnie, a następnie nauczycielem Śląskich Technicznych Zakładów Naukowych w Katowicach. 

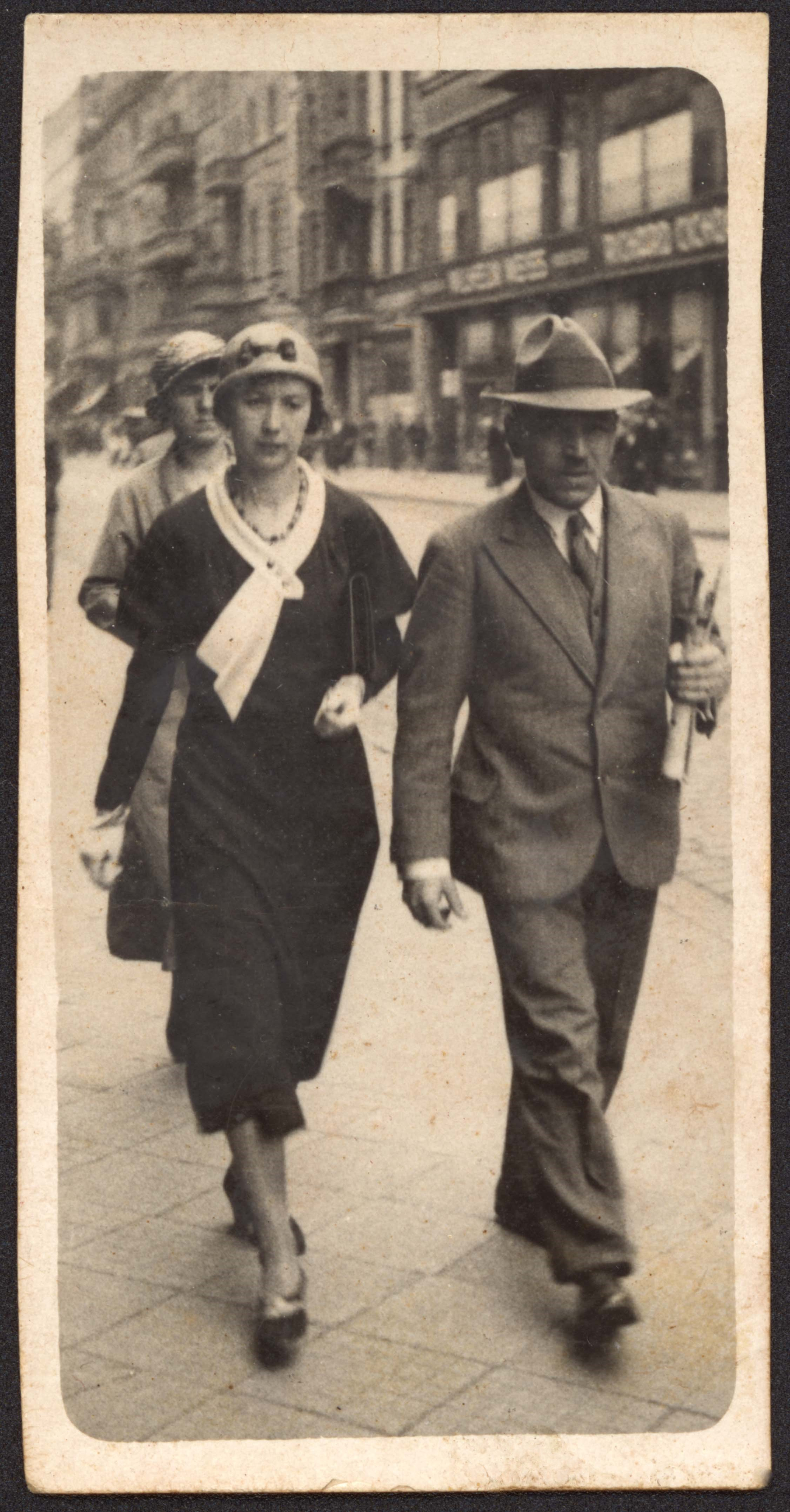
Nauczyciele: Eugenia z Pelczarów Juchowa z mężem Józefem Juchą. Górny Śląsk, lata 30.

Ostatnie lata spędził w Jaśle, gdzie przy ul. Kolejowej wraz z żoną wybudował dom. Posiadał tam  pokaźną bibliotekę, kontynuował twórczość literacką. 
Zmarł 30 września 1977 roku i pochowany został w rodzinnym grobowcu na jasielskim cmentarzu komunalnym przy ul. Zielonej.

## Rodzina
Wnuk Tomasza Juchy (1820 - zm. po 1878), kawalerzysty Honvédów w czasie Wiosny Ludów na Węgrzech (1848-1849). Syn Wojciecha (1855-1914), który po wybuchu I wojny światowej zginął od kul żołnierzy C. K. Armii. Miał sześcioro rodzeństwa z którego: Tomasz Jucha (1884-1954) wyemigrował na stałe do USA w 1912 roku, gdzie był kierownikiem zakładu wytwarzającego elementy do organów piszczałkowych i członkiem polonijnego „Sokoła”. Zmarł w Elizabeth koło Jersey City. 
Żoną Józefa Juchy była nauczycielka Eugenia z domu Pelczar (1902-1994). Miał z nią  dwóch synów: Czesława (1932-1992) i Andrzeja (1936-1965). Bratankiem Józefa Juchy był Stanisław Franciszek Jucha (1930-2003), profesor geologii, wykładowca Akademii Górniczo-Hutniczej w Krakowie oraz profesor honorowy Narodowej Akademii Górniczej Ukrainy w Dnieprze na Ukrainie. Drugim z bratanków jest były wicewojewoda krośnieński Stanisław Jucha (1949).

## Dorobek pisarski
Do dorobku pisarskiego Józefa Juchy należą opracowania i artykuły o tematyce historycznej i literackiej, poświęcone wsi i zamkowi w Odrzykoniu. Większość z nich ukazała się drukiem dopiero pośmiertnie w „Zeszytach Odrzykońskich”.
Wybrane prace
- Hetman Mikołaj Kamieniecki (ok. 1456-1515)  (1997)
- Odrzykoń - zamek. Studium historyczne  (1998)
- Odrzykoń - wieś. Studium historyczne  (2000)
- Zamek i Prządki w podaniach i pieśni  (2000)
- Pojedynek słowny między Sewerynem Goszczyńskim a Aleksandrem Fredrą w setną rocznicę ich śmierci (2000)
- Bibliografia dotycząca Odrzykonia - Ludwik Finkel (zestawił Józef Jucha)